# Titus lugens
Titus lugens är en spindelart som beskrevs av O. Pickard-Cambridge 1901. Titus lugens ingår i släktet Titus och familjen plattbuksspindlar.
Artens utbredningsområde är Zimbabwe. Inga underarter finns listade i Catalogue of Life.